# 愛知工業大学硬式野球部
愛知工業大学硬式野球部（あいちこうぎょうだいがくこうしきやきゅうぶ）は、愛知大学野球連盟に所属する大学野球チーム。選手は愛知工業大学の学生によって構成されている。

## 歴史
1965年創部、愛知大学野球連盟に加盟し、愛知大学リーグ3部から開始。翌1966年、3部春季リーグで優勝し2部昇格。同66年、2部秋季リーグで優勝し1部昇格。
1971年秋、愛知大学リーグ1部にて初優勝。続いて明治神宮野球大会（第2回大会）に初出場。2回戦（準々決勝）で3年山口高志投手擁する関西大に0-2で惜敗。
1973年秋から1974年春秋にかけて3連覇（3季連続優勝）を果たす。同74年春、全日本大学野球選手権大会（第23回大会）に初出場。
1977年春、第26回全日本大学選手権にて札幌大を6-4、4年江川卓投手は先発しなかったものの法政大を4-1で下し、準決勝で4年遠藤一彦投手擁する東海大に0-2で惜敗（ベスト4進出）。
1985年春、3年生エース西崎幸広の活躍により、愛知大学野球リーグ戦で1978年秋以来およそ7年ぶり7度目のリーグ優勝を果たし、翌86年秋までリーグ戦4連覇を果たす。同年春、第34回全日本大学選手権2回戦で東海大に0-7（7回コールド）で敗退。同年秋、第16回明治神宮大会では3年新谷博投手らの駒澤大や3年西岡剛投手らの近畿大を下し進出した決勝で、1年生エース志村亮擁する慶応大に2-8で敗れ準優勝に留まった。翌1986年春、第35回全日本大学選手権1回戦で準優勝した流通経済大に4-6で敗退。同年秋、第17回明治神宮大会初戦2回戦で八幡大を2-1、準決勝で明治大を破り勝ち上がってきた札幌大を9-0で下し進出した決勝で、3年新井富夫や4年新谷博らの投手陣擁する駒澤大を2-0で下し神宮大会初優勝を遂げた。
1996年春秋リーグ戦を連覇。春の第45回全日本大学選手権2回戦で2年上原浩治投手擁する大阪体育大に1-8（7回コールド）で敗退。同年秋の第27回明治神宮大会準決勝で優勝した3年川上憲伸投手擁する明治大に1-7で敗退（ベスト4進出）。
以降、リーグ戦は愛知学院大の一強状態が続き、愛知工業大は下記2019年春季リーグ戦まで1部リーグ優勝から遠ざかった。
2008年春、名城大に入れ替え戦で敗れ2部に降格してからはたびたび1部と2部を往復するようになり、2012年春からは2部に甘んじていた。
2017年、部内改革の一環として、かつての明治神宮大会優勝メンバーでありプロ野球ロッテでも活躍した平井光親を監督に迎える。
翌2018年秋、愛知大に入れ替え戦で勝利して1部に復帰。翌2019年春、1部昇格即優勝を果たし、96年秋以来およそ23年ぶりの1部リーグ優勝を飾った。続く96年春以来の出場となる第68回全日本大学選手権1回戦で東日本国際大を7-3を下したものの、2回戦で佛教大に1-4で敗退した。

## 練習場
- 愛知県豊田市八草町八千草（室内練習場、夜間照明完備の専用グラウンド）

## 記録
- リーグ優勝18回
- 全日本大学野球選手権大会 出場10回、ベスト4 1回（1977年）
- 明治神宮野球大会・大学の部 出場8回、優勝1回（1986年）、準優勝1回（1985年）

## 主な出身者

### プロ野球選手
- 西崎幸広 - 元日本ハム、西武
- 平井光親 - 元ロッテ、現野球部監督
- 神野純一 - 元中日
- 善村一仁 - 元大阪近鉄、中日
- 梶原和隆 - 元阪神
- 長谷部康平 - 元東北楽天
- 星野真澄 - 元巨人
- 荻野貴幸 - 元巨人
- 森下宗 - 元広島
- 中村優斗 -東京ヤクルトスワローズ

### 社会人野球選手
- 鈴木亮 - 元明治安田生命
- 高見泰範 - 元東芝

### 野球指導者
- 倉野光生 - 愛知工業大学名電高等学校硬式野球部監督
- 青木尚龍 - 神戸国際大学附属高等学校硬式野球部監督